# 枚乘街道
枚乘街道是中华人民共和国江苏省淮安市清江浦区下辖的一个街道办事处。淮安市清江浦区设立枚乘街道，2018年12月29日挂牌，由淮安经济技术开发区代管。办事处地处淮安市区南大门，北濒黄金水道 京杭大运河，南邻宁连一级公路，西接清江浦区，东邻生态新城，辖区面积19.6平方公里。
枚乘街道（原枚乘路办事处）成立于2007年3月份，境内高校林立，书香浓郁，两条主干道又以汉赋大家枚乘、枚皋父子命名，所以得名为枚乘路办事处。
辖区内五纵五横十条主干道贯穿全办，承德路跨大运河桥、天津路大桥、通甫路大桥、枚皋路大桥以及改造中的淮海南路大运河桥等五座大桥连贯老城区和新行政中心。

## 行政区划
枚乘街道下辖以下村级行政区划单位：
花街社区、石桥社区、环城社区、博古社区、宝塔桥社区、东门社区、城东社区、城河社区、浦东花园社区和南园社区。

## 教育
办事处境内已有淮安市委党校、南林大南方学院、淮阴工学院、淮安信息职业技术学院、江苏财经职业技术学院、江苏食品药品职业技术学院、江苏省淮阴商业学校、淮安艺校、江苏护理职业学院等九所高等院校入驻。 